# Anthony Chada
Anthony Chada (16 maart 1989) is een Belgisch basketballer.

## Carrière
Chada speelde in de jeugd van Olicsa Antwerpen voordat hij in 2003 ging spelen voor derdeklasser Sint Jan Basket hij speelde bij de club tot in 2005. In 2005 ging hij spelen voor eersteklasser RBC Pepinster waar hij bleef spelen tot in 2007. Hij tekende een vijfjarig contract bij eersteklasser Spirou Charleroi. Hij keerde na een seizoen al terug op leen basis naar Pepinster waar hij bleef tot in 2011. Hij speelde korte tijd voor de Antwerp Giants als vervanger van Bryan Hopkins maar stapte na een paar weken zelf op waarna hij naar tweedeklasser CEP Fleurus trok.
Na een seizoen bij Fleuris trok hij naar de Gent Hawks, hij speelde er een jaar voordat hij naar de eersteklasser Kangoeroes Willebroek trok. In 2015 speelde hij tot in december voor de Leuven Bears voordat hij naar tweedeklasser Basics Melsele trok en er de rest van het seizoen uit speelde. Aan het eind van het seizoen keerde hij terug naar Kangoeroes Willebroek spelend in de eerste klasse.
In 2018 ging hij spelen voor tweedeklasser Melco Ieper, na het seizoen ging hij spelen voor reeksgenoot Gent Hawks waar hij al eerder voor speelde. Hij speelde tot in 2021 voor de club uit Gent. In 2021 ging hij spelen voor tweedeklasser Basics Melsele. In januari 2022 kreeg hij een kans bij eersteklasser Phoenix Brussels als vervanger van de geblesseerde Okko Jarvi. Na het seizoen tekende hij een contract bij tweedeklasser Kontich Wolves.
Chada speelde tot in 2019 ook in het 3x3-basketbal, hij maakte deel uit van de nationale ploeg die deelnam aan de Europese Spelen in 2015. Hij maakte in het seizoen 2019 deel uit van Team Antwerp waarmee hij uitkwam in de World Tour. In augustus 2023 werd hij anderhalf jaar geschorst voor zijn aandeel in fraude rond fictieve wedstrijden die werden georganiseerd in de aanloop naar de Olympische Spelen van 2020.
Hij keerde in 2025 terug bij de Kontich Wolves.

## Erelijst
- Belgisch landskampioen: 2008